# Boulevard Hubert-Delisle
Le boulevard Hubert-Delisle est un boulevard de Saint-Pierre, une commune française sur l'île de La Réunion. 

## Situation et accès
Cette voie d'importance longe la côte sur plusieurs kilomètres entre Ravine Blanche et l'embouchure de la rivière d'Abord. Il dessert notamment le cimetière de Saint-Pierre, le casino du Sud, le Villa Delisle, l'ancienne gare de Saint-Pierre et l'entrepôt Kerveguen.

## Origine du nom
Elle rend honneur à Louis Henri Hubert-Delisle.